# Lac de Bouzey
Lac de Bouzey je umjetno jezero u departmanu Vosges u Francuskoj. Nalazi se na nadmorskoj visini od 360 m, njegova površina je 1,27 km2.

## Vanjske poveznice
|  | Zajednički poslužitelj ima još gradiva o temi Lac de Bouzey |